# Johnny Campbell (Fußballspieler, 1869)
John Middleton „Johnny“ Campbell (* 19. Februar 1869 in Edinburgh; † 8. Juni 1906 in Sunderland) war ein schottischer Fußballspieler. Der Mittelstürmer gewann 1888 mit dem FC Renton den schottischen Pokal und wechselte 1890 in die englische Football League zum AFC Sunderland. Dort feierte er große Erfolge und gewann in den Jahren 1892, 1893 und 1895 neben den drei englischen Meisterschaften auch jeweils den Titel des besten Ligatorschützen.

## Karriere
Campbell spielte zunächst für Renton Union, bevor es ihn zum FC Renton verschlug, der in den 1880er Jahren über eine der besten schottischen Fußballmannschaften verfügte. Er gewann dort kurz vor seinem 19. Geburtstag mit einem 6:1-Finalsieg gegen den FC Cambuslang am 4. Februar 1888 den schottischen Pokal, wobei mit Harry Campbell auf der linken Halbstürmerposition – später bei den Blackburn Rovers zweifacher englischer Pokalsieger – ein weiterer Campbell in der Formation des FC Renton stand. Obwohl sich der schottische Klub nach einem 4:1-Erfolg am 19. Mai 1888 gegen den englischen Pokalsieger West Bromwich Albion als „inoffizieller Weltmeister“ fühlen konnte, zog es Johnny Campbell 1890 nach England. Er folgte dabei wie viele Schotten zu dieser Zeit dem Ruf der zwei Jahre zuvor gegründeten englischen Football League.
Seine Wahl fiel auf den AFC Sunderland, der in der Saison 1890/91 erstmals an dem Spielbetrieb der Football League teilnahm. Zuvor hatte Campbell im FA Cup sein Debüt gegeben, das jedoch am 16. Januar 1890 mit 2:4 gegen die Blackburn Rovers verloren gegangen war. Auf Anhieb belegte der AFC Sunderland in der Liga den siebten Platz bei zwölf Mannschaften und mit 19 Ligatoren deutete Campbell dort bereits seine überdurchschnittliche Torgefährlichkeit an, die sich vor allem am 25. Oktober 1890 mit vier Treffern zum 5:2-Auswärtssieg gegen die Bolton Wanderers und drei Toren am 10. Januar 1891 zum 6:1-Erfolg gegen Aston Villa zeigten. Campbell war fortan als robuster Spieler im Sturmzentrum die Speerspitze eines jungen Teams, das mit Jimmy Millar, Davy Hannah, John Scott und ab 1891 noch mit Jimmy Hannah eine überdurchschnittlich gute Angriffsreihe besaß. Die Mannschaft, die als „Team of All the Talents“ gerühmt wurde, gewann in den nun folgenden vier Jahren bis 1895 drei englische Meisterschaften und belegte im Jahr 1894 hinter Aston Villa den zweiten Rang. Campell trug im ersten Meisterschaftsjahr 1892 32 Ligatore zum Erfolg bei und erzielte damit die bis dato höchste Ausbeute aller Torschützenkönige in der Geschichte der Football League. Nachdem er die „30-Tore-Schallgrenze“ auch in der Saison 1892/93 erreicht hatte, folgte eine vergleichsweise geringe Zahl von 18 Toren in der Vizemeisterspielzeit 1893/94. Obwohl er auch in der Saison 1894/95 vergleichsweise wenige 21 Meisterschaftstreffer erzielen konnte, reichte dies zu seinem bereits dritten Titel des besten Ligatorjägers.
Den Zenit hatte Campbell – und der AFC Sunderland insgesamt – nach 1895 überschritten. Die Tatsache, dass sich ein „Johnny Campell“ auch in der Saison 1895/96 in die Liste der Torschützenkönige eintragen konnte, lag darin begründet, dass Namensvetter John James „Johnny“ Campbell von Aston Villa mit 26 Toren die meisten Treffer erzielt hatte. John Middleton Campbell hingegen hatte nur 15 Tore erzielt und nach einer weiteren Saison mit einer Minimalausbeute von vier Toren und dem vorletzten Platz in der Liga waren die Tage Campbells beim AFC Sunderland, bei dem zwischen 1896 und 1899 sein Bruder Robert Campbell den Trainerposten innehatte, gezählt. Mit seinen 133 Erstligatoren sollte er jedoch damit der beste schottische Torschütze in der höchsten englischen Spielklasse im 19. Jahrhundert sein und nur Steve Bloomer und John Devey, die jedoch deutlich mehr Spiele absolvierten, übertrafen Campbells Gesamtausbeute in dieser Zeit.
Campbell wechselte 1897 für 40 Pfund Ablöse in die zweitklassige Second Division zu Newcastle United. Bei den „Magpies“ schoss er in 23 Ligaspielen noch einmal neun Tore und er verhalf dem Klub über die Vizemeisterschaft zum Aufstieg in die First Division. Nach einem vereinsinternen Streit verließ er den Klub aber nach kurzer Zeit wieder und sollte auch nicht mehr in den Profiligabetrieb zurückkehren.

## Erfolge
- Englischer Meister: 1892, 1893, 1895
- Schottischer FA-Pokalsieger: 1888
- Torschützenkönig in der Football League (First Division): 1892, 1893, 1895